# Argiope reinwardti
Argiope reinwardti  (лат.) — вид аранеоморфных пауков из семейства пауков-кругопрядов. Видовое латинское название дано в честь нидерландского ботаника немецкого происхождения Каспара Рейнвардта (1773—1854).
Брюшко самки пятиугольной формы, с тремя широкими белыми поперечными полосами.
В Новой Гвинее встречается на границе леса на склонах гор или даже на прибрежных скалах. Паутина с крестообразным стабилиментом, часто имеется лишь одна диагональная полоса или стабилимент отсутствует вообще. Самка паука сидит в центре паутины, когда её тревожат, падает на землю и подгибает ноги к телу. При этом брюшная сторона мгновенно темнеет за счёт сокращения светлых клеток и сливается с окружающим грунтом.
Вид распространён на Малайском полуострове, островах Индонезии, острове Новая Гвинея.
Подвид A. r. sumatrana встречается на острове Суматра.